# Pedra da Arca (Malpica de Bergantiños)
La Pedra da Arca (la Pierre de l'Arche en français, également appelée dolmen de Cerqueda) est un dolmen situé dans la paroisse de Cerqueda de la commune de Malpica de Bergantiños, dans la province de La Corogne, en Galice, en Espagne.

## Description
La Pedra da Arca, datée entre environ 3500 et 2700 av. J.-C., est un dolmen à couloir. L'entrée est orientée vers le sud-est (direction de l'aube lors du solstice d'été). Bien que son état de conservation soit médiocre, le dolmen, l'un des plus grands de Galice, conserve une certaine ampleur. Il subsiste quelques restes du tumulus d'origine.

## Art rupestre
On peut voir des pétroglyphes sur la face externe de certains des six orthostates, ainsi que des vestiges de peintures rupestres à l'intérieur de la chambre funéraire.

## Folklore
La légende raconte que l'Arche (nom traditionnel donné à ce type d'édifice dans la région) a été construite par une femme maure.

## Galerie

Pedra da Arca
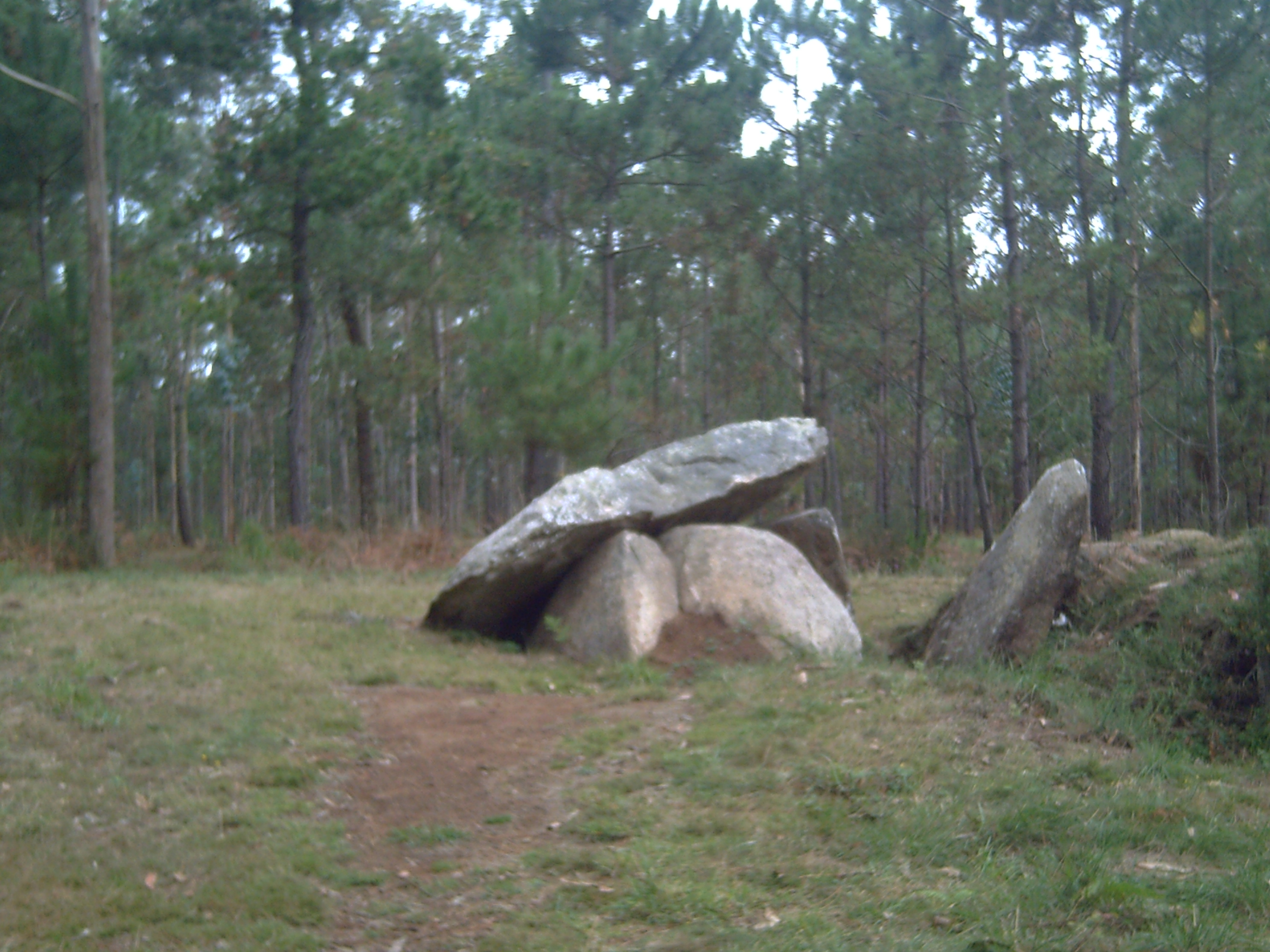
Vue de loin
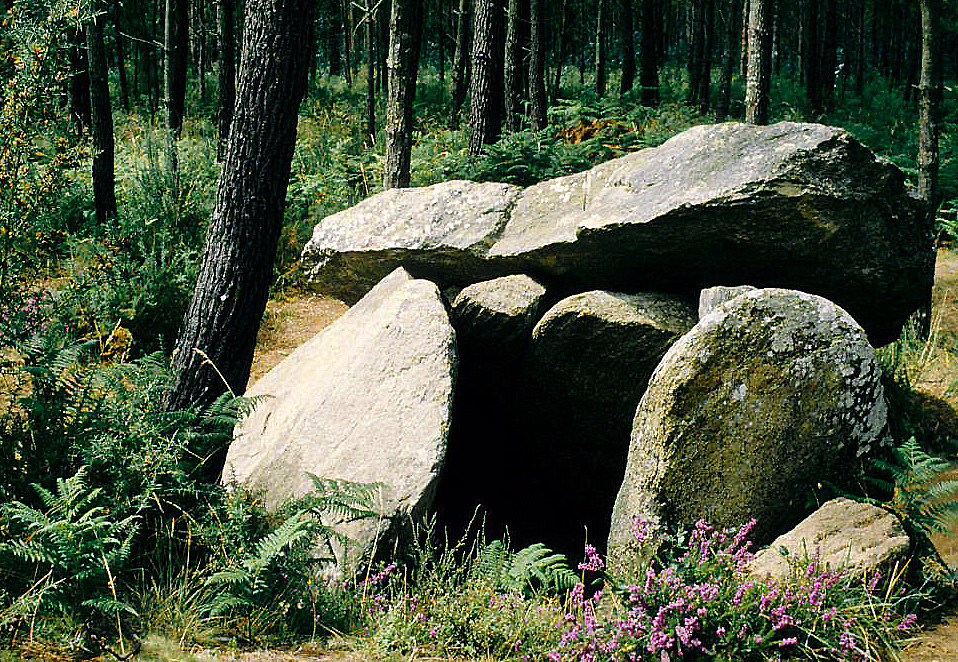
Vue de près